# Śliwniki (województwo wielkopolskie)
Śliwniki – wieś w Polsce położona w województwie wielkopolskim, w powiecie ostrowskim, w gminie Nowe Skalmierzyce, nad strugą Ciemna, w Kaliskiem, graniczą z Nowymi Skalmierzycami i Skalmierzycami, ok. 3 km od Kalisza, ok. 14 km od Ostrowa Wielkopolskiego.
Integralne części wsi to Cierniak i Kowalówek oraz teren rekreacyjny Zawady.

## Położenie
Śliwniki usytuowane są w południowej części gminy Nowe Skalmierzyce. Graniczą od północy z miastem Nowe Skalmierzyce oraz wsiami Bilczew, Biskupice Ołoboczne, Mączniki, Psary, Skalmierzyce, Strzegowa i Węgry.

## Części wsi
| SIMC    | Nazwa     | Rodzaj    |
| ------- | --------- | --------- |
| 0204808 | Cierniak  | część wsi |
| 0204814 | Kowalówek | część wsi |

## Przynależność administracyjna
Miejscowość przynależała administracyjnie przed rokiem 1887 do powiatu odolanowskiego. W latach 1975–1998 do województwa kaliskiego, a w latach 1887–1975 i od 1999 roku do powiatu ostrowskiego.

## Historia
Znane od 1414 roku jako Slywnyky – własność rycerska. We wsi znaleziono skarb z przedmiotami z epoki brązu (bransolety z brązowej taśmy oraz naramienniki). W 1688 roku w Śliwnikach mieszkały 34 osoby.
Na przestrzeni lat Śliwniki były w posiadaniu Kurczewskich, Śliwnickich herbu Korab, Książyńskich następnie Wielowiejskich od których wieś w około 1750 roku nabyli Niemojowscy herbu Wieruszowa.
W 1803 roku w Śliwnikach urodził się Jan Nepomucen Niemojowski, polski działacz narodowościowy.
Od 2013 roku we wsi rozgrywany jest międzynarodowy turniej polo – Ivy Polo Cup.

## Pałac Niemojowskich w Śliwnikach
Neogotycki pałac-zamek wybudowany przez Jana Nepomucena Niemojowskiego w latach 1848–1850 według projektu prawdopodobnie Karola Würtemberga. Rozbudowany w 1898 roku dla Wincentego Niemojowskiego. Obiekt posiada nieregularną bryłę o 2–3 kondygnacjach z 4 narożnymi wieżami, otoczony parkiem o powierzchni 10,5 ha.

## Zabytki
Obiekty wpisane do rejestru zabytków nieruchomych województwa wielkopolskiego:
- zespół pałacowy:
  - pałac
  - park z połowy XIX wieku
  - neoromański spichlerz – pięciokondygnacyjny o sześciennej bryle (1849)[10]

## Komunikacja publiczna
Dojazd autobusami MZK Ostrów Wielkopolski, linia podmiejska nr 20 (Nowe Skalmierzyce – Śliwniki – Ostrów Wielkopolski).

## Galeria

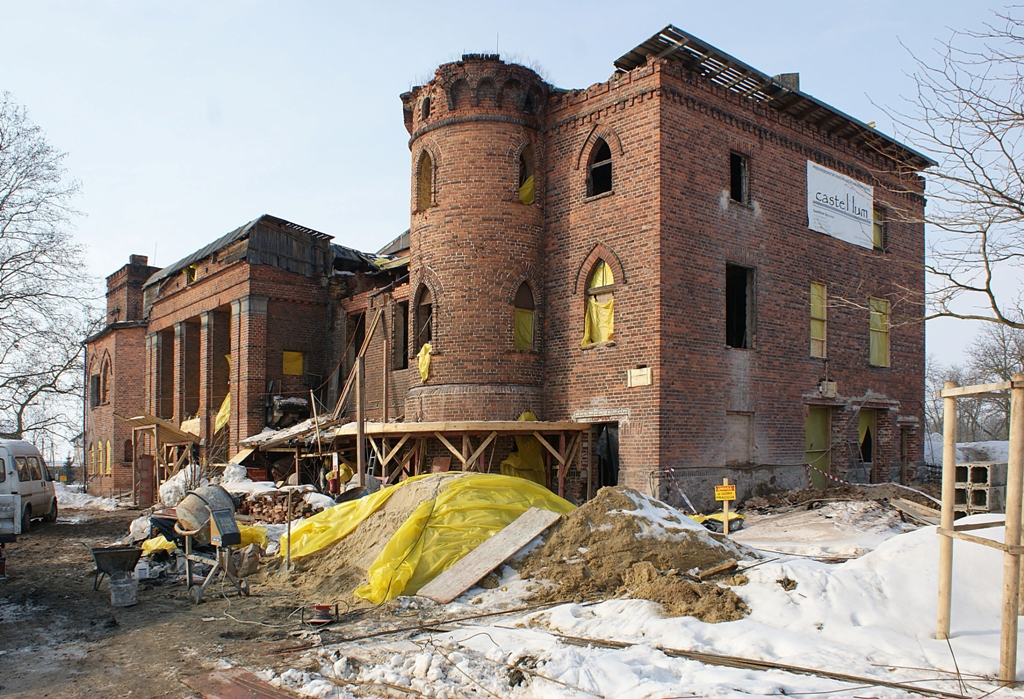
Pałac podczas remontu (2010)
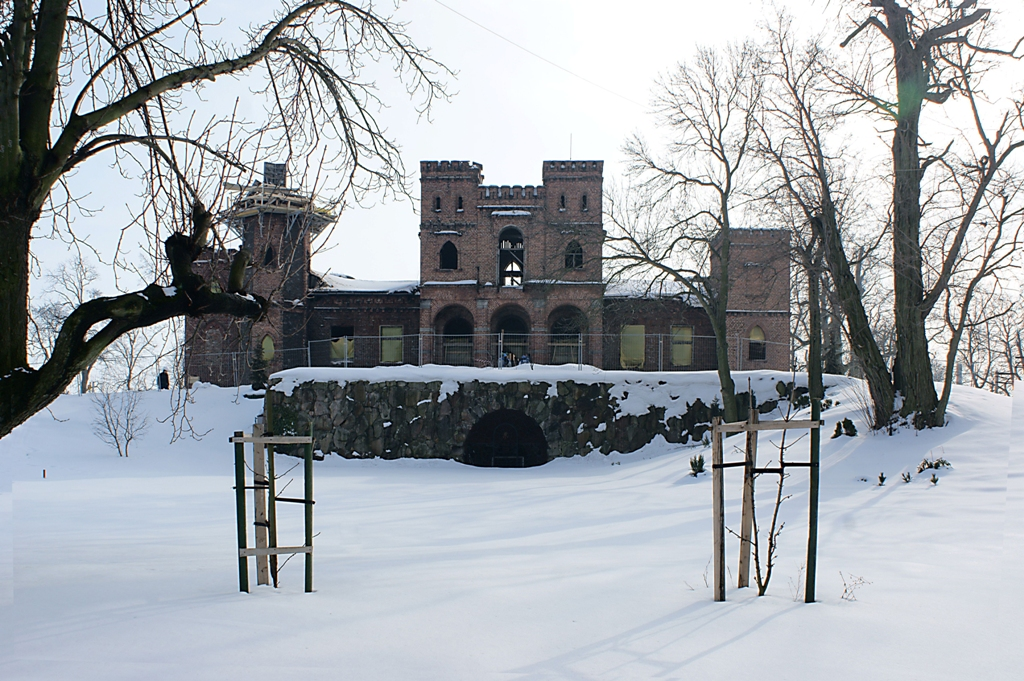
Elewacja ogrodowa pałacu z widoczną lodownią pałacową (grotą)
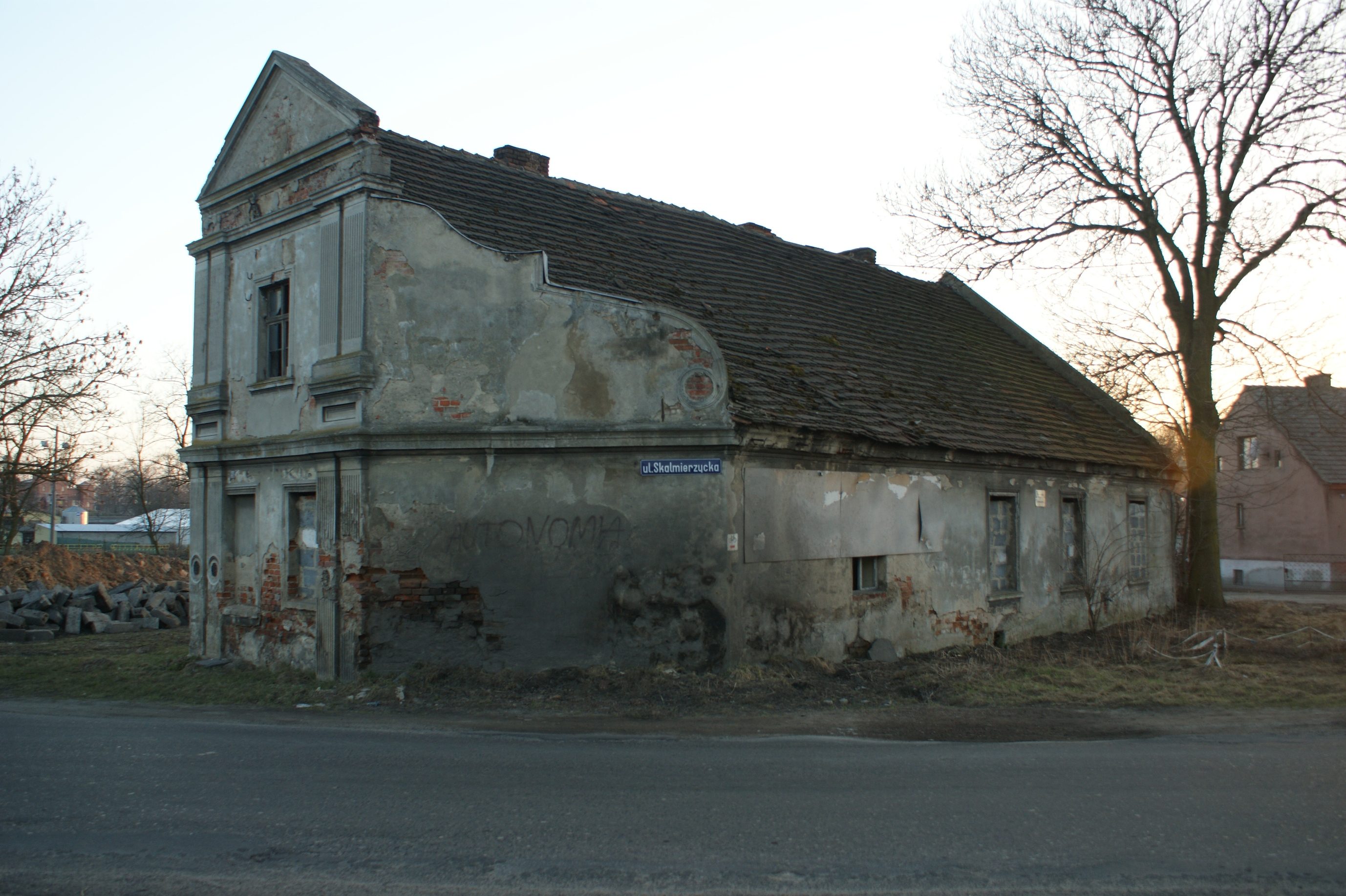
Dawna karczma „Krakus”
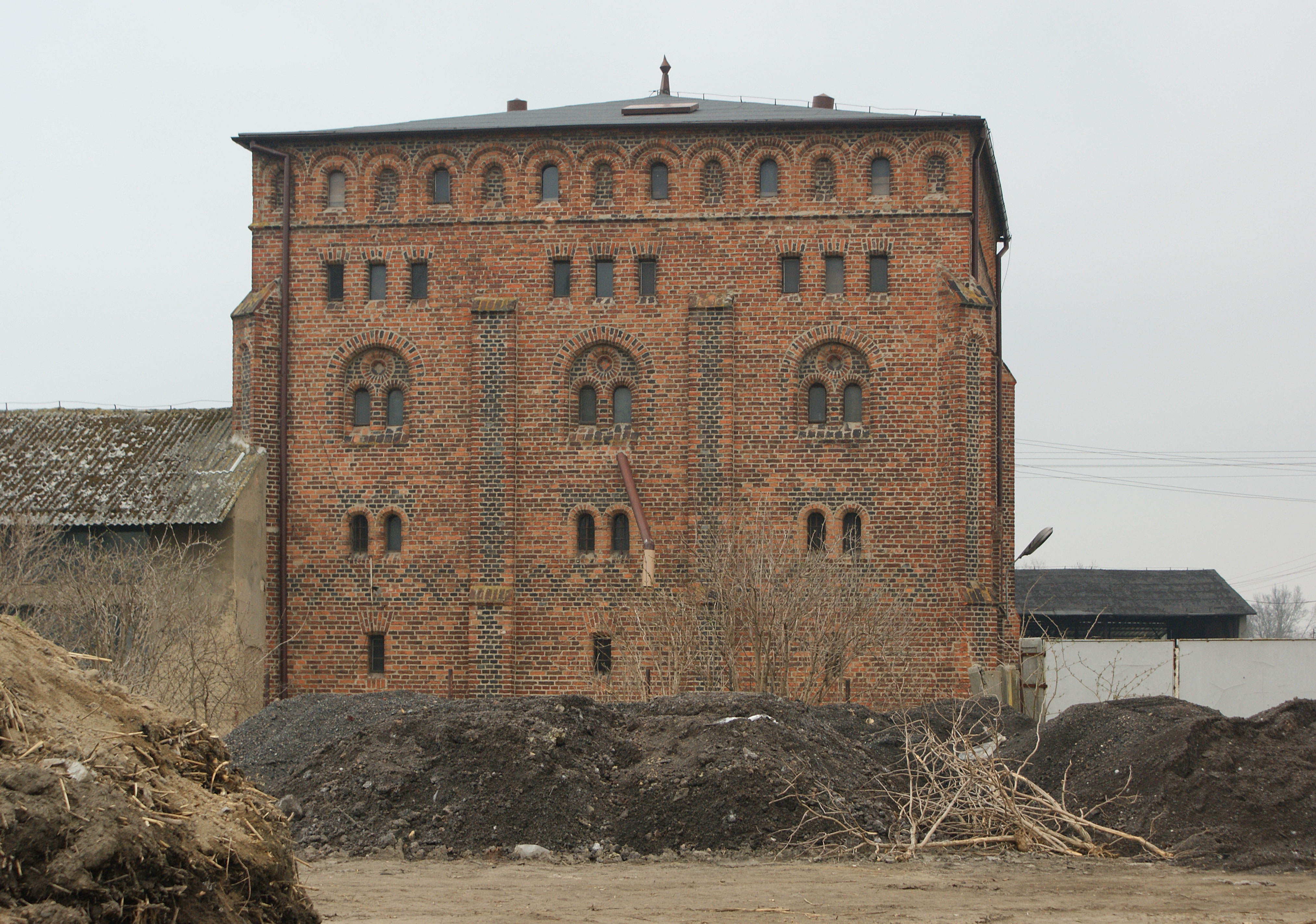
Neoromański spichlerz pałacowy
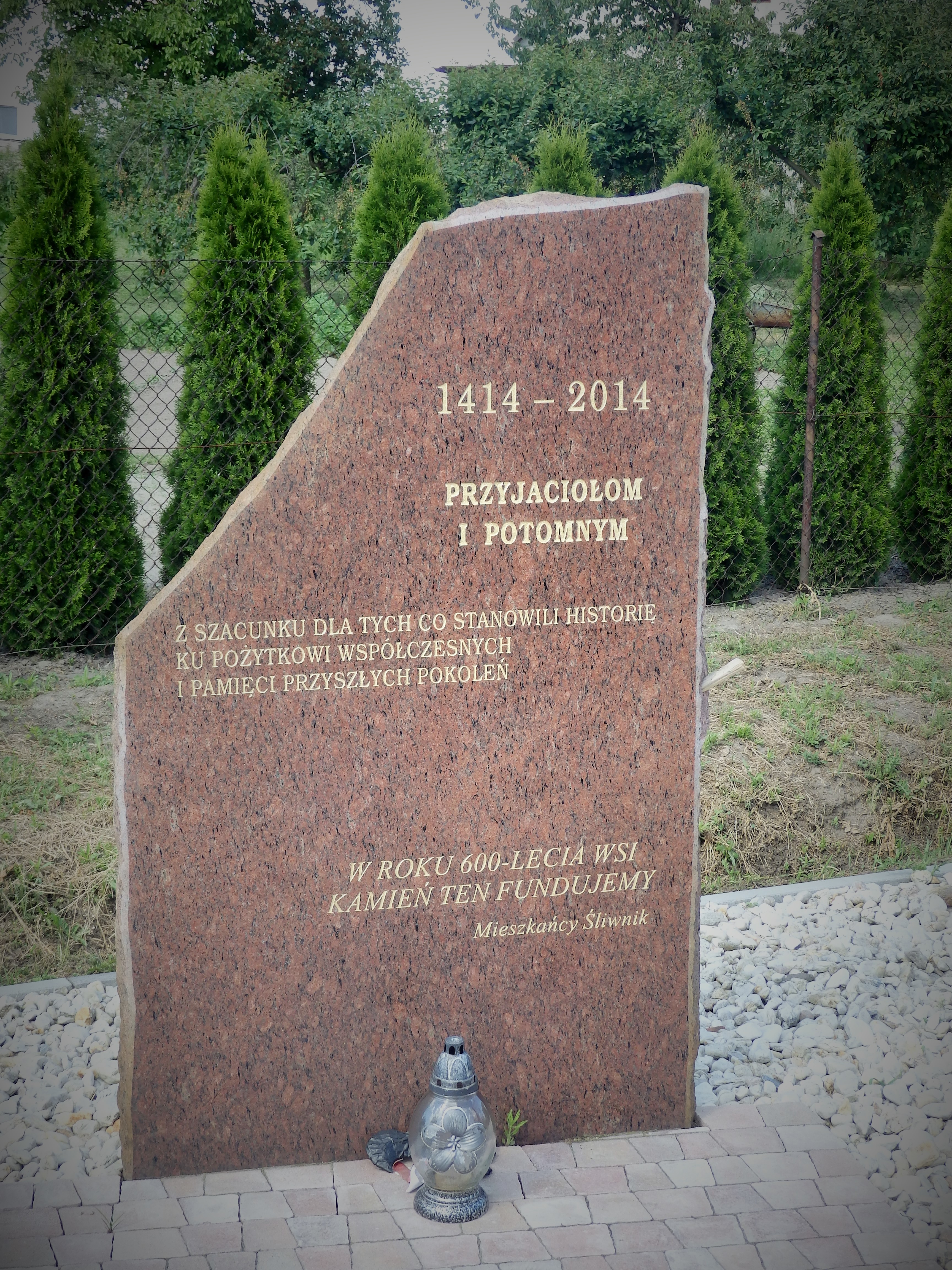
Płyta pamiątkowa z okazji 600-lecia Śliwnik
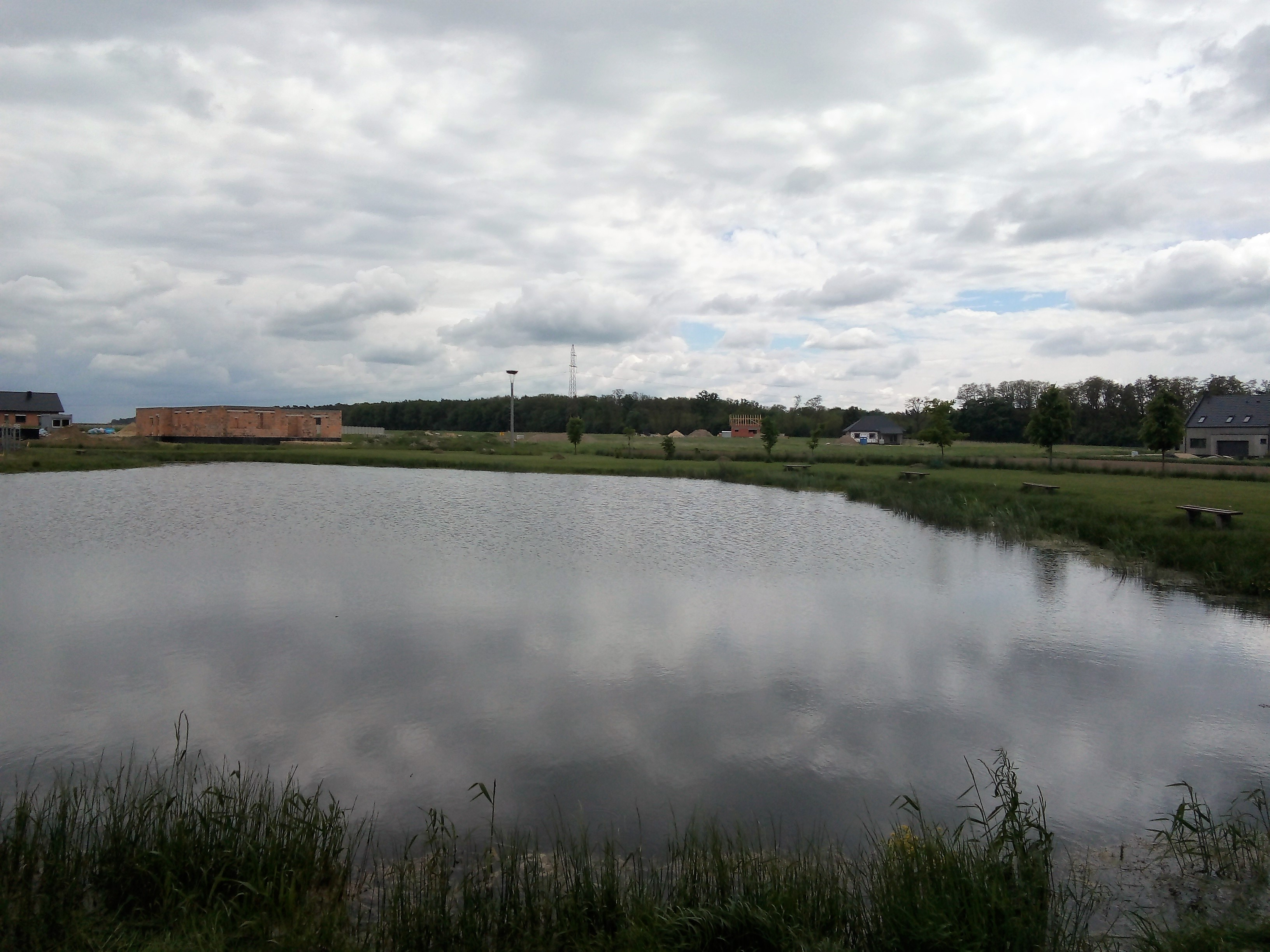
Teren rekreacyjny Zawady